# Esti Mamo
Esti Mamo (hébreu : אסתי ממו, Ge'ez : እስቲ ማሞ istī māmmō) est une mannequin et actrice israélienne d'origine éthiopienne.

## Biographie
Esti Mamo est née en 1983 à Chilga, dans le nord-ouest de l'Éthiopie. Elle est d'origine juive éthiopienne et membre de la communauté Beta Israel.
À l'âge de 9 ans, elle et sa famille ont immigré d'Éthiopie en Israël dans un quartier pauvre d'une ville du sud d'Israël. En 2004, son jeune frère s'est suicidé.
Adolescente, Esti Mamo fonde un groupe de danse appelé Mango, qui se produit professionnellement dans des clubs israéliens et représente Israël au carnaval de Notting Hill à Londres.

## Carrière
Esti Mamo est repérée à l'âge de 15 ans et décide de terminer ses études avant de commencer sa carrière de mannequin.
Depuis 2004, Esti Mamo travaille en Europe pour des campagnes de plusieurs marques internationales,. Elle étudie également le théâtre en Israël et joue dans diverses productions télévisées israéliennes.
Esti Mamo aide également des associations au sein des communautés juives éthiopiennes et des diasporas israéliennes.

## Récompenses
Elle est élue 97e femme la plus belle de 2005 dans une enquête en ligne publiée dans l'édition de décembre du magazine masculin Blazer.